# DECA-DENCE
《DECA-DENCE》，日本原創電視動畫，由NUT製作，由2020年7月8日至9月23日期間於AT-X等頻道上播映，共12集。第一集於同年6月28日在網上提前播映。

## 劇情概要
故事開頭這樣介紹本作的世界觀：
|  | 在很久很久以前，未知生命體「葛多爾」（ガドル）突然出現，導致世界九成的人口滅亡。倖存下來的人為了保護自己不受葛多爾威脅，建造了高3,000米的巨大移動要塞「DECA-DENCE」，並且在上面生活，成為人類最後的堡壘。要塞居民中與葛多爾戰鬥的戰士稱為「齒輪」（ギア），而沒有戰鬥能力的人則稱為「油輪」（タンカー）。接下來的數百年間，DECA-DENCE戰鬥部隊「至高之力」（かの力）的齒輪一直為保護在要塞居住的人而戰。 |

夏芽自小受到亡父的薰陶，十分嚮往成為「至高之力」的戰士，跟要塞外面的葛多爾戰鬥，以奪回人類失去的居住地。不過，她因失去右臂而未能成事，最後只能到DECA-DENCE裝甲修理員鏑木的手下工作。鏑木跟嚮往戰鬥的夏芽不同，對戰鬥的生活沒有興趣。有一天，他們意外在要塞外層裝甲掉落到跟葛多爾戰鬥的前線。陷入危機的鏑木不得以只好展現自己高超的戰鬥技術，將夏芽救出重圍。在這場戰鬥完結後，剩下的油輪為死去的人悼念。這時，故事重新介紹本作的世界觀：
|  | 「DECA-DENCE」是由索利德·奎克公司所營運，以「真正的死《剌激》，就在這裏」作為宣傳標語的超巨大娛樂設施。遊戲舞台並非虛構世界，而是處於歐亞大陸。生化人玩家將化為「齒輪」，即是可以自行客製化的「人類素體」，然後乘搭巨大的移動要塞「DECA-DENCE」，跟其他玩家一起到處狩獵「葛多爾」。由於人類素體一旦死亡，就需要重新玩起，所以能帶給玩家真實豐緊張感的遊戲體驗。在戰鬥以外，齒輪也可以跟已經瀕臨滅絕的人類「油輪」作真實的交流。 |

原來「DECA-DENCE」只是生化人的娛樂設施，鏑木本身也是生化人。7年前，他身處「DECA-DENCE」齒輪的精英階層——上位排名者（ランカー）。因遊戲警察發現所屬的小隊中有人使用「解除限制」的禁忌術而被懲罰，他須在早上擔任要塞裝甲修理工，晚上為公司回收因錯誤而被處理掉的人類晶片。小隊中解除限制的年輕人麥奇因此報廢，其他成員亦因此被拷問及處分。鏑木對於自己一時心軟教授麥奇如何解除限制一事懊悔不已，自此刻意不補充生化人的能量來源「奧奇松」（オキソン），也再不參與戰鬥，打算慢慢地了結自己的性命。
夏芽得知鏑木戰鬥技術了得後，請求他教授戰鬥技巧，以加入「至高之力」，但遭到早已毫無生存意志的鏑木拒絕。之后鏑木意识到夏芽的特别之处，答应帮助夏芽，甚至破坏了游戏原来的走向而受罪。但最终解决了游戏意外的失控，解放了被圈养的人类，游戏也进行了模式转型，夏芽和鏑木重新相遇。

## 角色列表
鏑木（聲：小西克幸）
本作男主角。生化人。個性現實且嚴肅。表面是「DECA-DENCE」要塞的裝甲維修員。實際身份跟其他生化人一樣，是游戏營運公司的财产。7年前是頂尖排名的齒輪戰士，由於所帶領的小队中有人违规使用禁忌而被处分，并且导致小队解散并被拷问，后答应早上擔任修理工，晚上为公司回收被處理掉的人類晶片。本来已经厌倦这样的生活而想自杀，但遇到在系統認知外的夏芽後對生活重拾希望，轉而願意教導夏芽戰鬥技巧。
由于一次游戏计划清理大部分人类齿轮的策划中发现夏芽有参与，而突然加入游戏并使用禁忌能力打破阻碍通关的boss，导致策划的剧情出现偏差，差点被遊戲警察回收处分，但在湊的幫助下，僅被下放至地下行为改造监狱受刑。在监狱重新遇到7年前的队友多納太羅，并偷偷登录游戏发现夏芽的努力后，决定反抗，计划摧毁葛多爾生產工廠。在摧毁生產工廠后，出现新的失控葛多爾后，在吉尔帮助下改造成能接入「DECA-DENCE」要塞的终端，并在说服公司，使用解除限制的禁忌术后，击毁失控葛多爾，原躯体损毁，但从吉尔进行改造时的备份恢复。
夏芽（聲：楠木灯）
本作女主角。人類。個性樂天開朗且努力，擁有優秀的運動神經。小時候偷偷尾隨離開DECA-DENCE到地上世界探索的父親時被葛多爾襲擊并失去了右手下臂，父親亦因此去世。雖然夢想成為「至高之力」的成員，但由於身體不健全而未能入隊，繼而到鏑木手下當裝甲維修員。被游戏的管理系统认定为已死亡，可能源於小時候的襲擊曾一度失血性休克而被記錄為死亡狀態。鏑木從中看到了希望，轉而願意教導她戰鬥的技巧。右手的義肢經過鏑木改良後能成為武器的一部份。
在“清理人类齿轮策划”中有参与战斗，在鏑木挫败策划后，被拜托照顾好管子。在鏑木重新回到游戏时，已经有能力独自作战。在说服平民油輪修复要塞储存罐的破洞，向鏑木登录的新人诉说后，令鏑木为其做更进一步的反抗。在对抗失控葛多爾时帮助收集要塞零件。失控葛多爾被击毁后，「DECA-DENCE」游戏改型，夏芽转职为户外活动导游，之后和鏑木重遇。
湊（聲：鳥海浩輔）
生化人。「DECA-DENCE」的總司令官。与鏑木相识並袒護著他。服从高层对游戏剧情策划的安排，对油輪所做的微不足道的行动漠不关心。
紅（聲：喜多村英梨）
人類。「油輪」中最強的戰士，帶領油輪部隊，是類似大姊頭的角色。十分喜歡鏑木。
多納太羅（聲：小山力也）
生化人。個性囂張衝動，為了自己的樂趣能犧牲別人。鏑木7年前還在當戰士時的同僚。在7年前解散处分后被关押到地下行为改造监狱里，但凭着能力令监狱守卫无法管住他而成为独霸一方。
吉尔（配音：村瀨迪與）
生化人。在地下行为改造监狱多納太羅势力的一员，頂尖駭客，有能力在监狱里偷偷通过装置登录到游戏中。曾经是游戏设计开发部门的一员，由于同样对bug的存在认为具有更大的可能性而被下放处分。在“DECA-DENCE”要塞核心保留后门bug，在对抗失控葛多爾时帮助鏑木改造成专用接入终端。
塔奇（配音：青山穰）
生化人。個性陰險。鏑木7年前還在當戰士時的同僚，在地下行为改造监狱多納太羅势力的二号人物。不看好鏑木的越狱计划，拉拢萨科奇暗中通风报信给游戏警察镇压，之后还抛弃萨科奇独立逃脱，最后被多納太羅抓住，然后被萨科奇自爆一同暴毙。
萨科奇（配音：上田祐司）
生化人。在地下行为改造监狱能够进到不少物资的随遇而安主义者，后在鏑木原人类身体夺回作战中被拉到多納太羅势力中。由于能自行酿酒而人脉甚广，被塔奇拉拢去通风报信。在镇压期间受重伤，又被塔奇抛弃，为了报答鏑木，最后自爆炸毁了葛多爾生產工廠。
普金（聲：子安武人）
生化人。「DECA-DENCE」遊戲警察。秉持「世界不需要錯誤」的宗旨。
姆寧（聲：三石琴乃）
生化人。「DECA-DENCE」遊戲警察，伴在普金的身旁。普金的上司。
麥奇（聲：坂泰斗）
生化人。鏑木7年前還在當戰士時的同僚。戰士新星，仰慕高排位的鏑木。在无法再继续爬升排位后，从鏑木學會解除限制的禁忌术而被游戏系統发现，遭到回收处分。
菲（聲：柴田芽衣）
人類。夏芽在孤兒院生活時認識的好友。個性溫和。不贊成夏芽加入至高之力，認為她會因此送命。
鈴梅（聲：青山吉能）
人類。跟夏芽在同一孤兒院長大，但跟她的關係並不好。
芬尼爾（聲：竹内榮治）
人類。鏑木組的一員，年資比夏芽長的維修員。個性輕浮。自從不慎墜落DECA-DENCE目睹前線的慘況後，便調到內部工作。
管子（聲：喜多村英梨）
鏑木的寵物葛多爾。鏑木某天在要塞裝甲的葛多爾殘骸中撿回去，並為了養它而購買了新屋。名字「管子」是夏芽取的。在鏑木摧毁葛多爾生產工廠时被远程销毁。

## 製作

### 創作構想
《DECA-DENCE》於2019年7月公布製作計劃，由立川讓執導，瀨古浩司編劇。兩人曾在《路人超能100》合作。製作公司為曾製作《幼女戰記》動畫的NUT。《DECA-DENCE》是NUT的首部原創動畫，作畫、攝影、3DCG、背景都盡量由NUT自己負責。據本作製作人之一、隸屬於NUT的角木卓哉所講，NUT剛成立時有說過想做原創作品，那時候剛好KADOKAWA的田中翔跟他提過「要不要一起做些甚麼」。導演立川讓則是角木在MADHOUSE的同期同事，曾一起製作《死亡遊行》；角木也和立川曾談過一起做原創作品的話題。結果三人就開始了這個原創作品計劃。
原創動畫的構想大約在正式播映的3年前成形，即NUT製作《幼女戰記》的時候。那時候最初的構想為「人們在要塞裏生活，雖然有人會跟怪物戰鬥，但一般的要塞居民都不知道這件事」，其中「要塞」和「跟大型怪物戰鬥」這兩個構想沿用至最終成品。「血的回收」也是最初就有的構想；將戰鬥系統設定為必須以像針筒的武器讓怪物噴血（「奧奇松」），然後以油箱回收，讓戰鬥有像玩電子遊戲時打倒敵人後回收掉落物品的感覺。
關於故事和世界觀的原案，一開始由角木、田中、立川三人構想，到有一定程度的基礎後，瀨古加入一同構思原案。在根據他們四個人完成的系列構成寫完一次劇本後，再將故事後半的發展以及伏筆由第1集起加進劇本，以避免原創動畫時有後半塞滿劇情的問題。這種做法比較費時。重寫劇本對前5集為止的內容有比較大的影響，包括讓尚未具名的角色登場，一些解釋世界觀的小段落等等。他們尤其發現為了故事後半的劇情發展，必須先挖掘鏑木和夏芽之間的關係。因此，比起那些小段落，他們更着重於鏑木和夏芽兩人之間的故事描寫，故在第2至4集着重描寫他們如何互補不足和如何影響彼此。此外，原本是鏑木和夏芽雙主角形式的劇本，在重寫後改為以鏑木為主的單主角形式。故事中原本有一段以夏芽父親為主的劇情，因篇幅有限而被刪去。
劇情在第1集展現「跟大型怪物戰鬥」的世界觀後，在第2集發生重大轉折，表面上是「跟大型怪物戰鬥」的世界觀實為「給生化人遊玩的世界」。角木在訪問上解釋指，他們想在「跟大型怪物戰鬥」之上再加上內有玄機的轉折。立川為此提出「其實這個世界是因為一些其他東西在運作，而被創造出來的」的建議，製作組因覺得這個設定會有深度，而且有趣，故採用了這個建議。本來這個轉折在系列構成初稿是定在第4集的，但由於不揭露世界的真相，就不能揭露鏑木心中所想，所以一口氣將揭露時機提前至第2集。

### 要塞、生化人、葛多爾
在製作「DECA-DENCE」要塞的概念板時，立川說想讓這座3,000米高的要塞「用變形的手攻擊」。總作畫監督栗田新一根據這個概念，粗略地做出要塞的設定，成為其設計的原型。具體設計由周浩嵩（シュウ浩嵩）完成，角木形容其設計頗為進取。周浩嵩從立川得到的指示只有「用變形的手攻擊」、「名字叫DECA-DENCE」和「高3,000米」，立川對設計的限制很少。他在訪問中指自己從一些作品的設計中抽取「DECA-DENCE」風格的要素，並以自己的風格表現出來；那些作品包括末日先鋒系列、星球大戰系列、銀翼殺手系列等等。出身自中國的他又指其設計多多少少亦受到中國北部巨大且單調的工場和上海的高樓大廈所影響。周之前曾於《FLCL Alternative》跟NUT合作，其中有他負責「機械人爆炸開來」的一幕，他在該一幕的細節受到角木的賞識，於是得到這次設計要塞的委托。
押山清高負責生化人的設計。在遊戲外的生化人在第1集末段甫登場。角木在訪問中表示其設計則稍微參考了《多啦A夢》。製作組覺得未來的機械人也可以像多啦A夢般可愛，而不一定要走有機械骨架、明顯就是生化人的風格；而且可愛的設計可以緩和故事中的殺戮氣氛。押山在訪問中指，立川一開始想像的是像《小小兵》般的設計，讓他聯想起《IQ博士》的路線。不過，由於這次設計的自由度很高，所以他想創作一些跟以前的動畫不一樣的東西出來。押山覺得生化人設計跟其人類素體相似就會不有趣，多數跟素體有關的部份都是在導演檢查時要求才加上去的。例如鏑木原本的設計比較圓潤，被要求後才配合素體的設計，而加上頭頂上的尖刺。
「葛多爾」的設計是在最後才決定好的。製作組本身想使用龍、蜘蛛等容易令人明白的設計，但立川擔心這會額外添加殺戮的氣氛。押山清高在這階段提交了上述生化人的設計。在看到押山的設計後，他們決定配合之，讓「葛多爾」使用可愛中帶有恐怖的設計。決定好設計方向後，角木委託了松浦聖擔任「葛多爾」的設計工作。他偶然在網上看到松浦負責的角色設計，覺得風格吻合，於是以Twitter上記載的聯絡資料作委託。松浦很快就接受了。

### 角色人物
角色原案由pomodorosa負責，這是角木提議的人選。pomodorosa在2017年夏天獲得這份工作，當時他正忙於另一動畫的角色原案，處於「不開玩笑真的是軟禁在自己家中的狀態」，所以導演立川和製作人角木需要親身到pomodorosa家裏說明作品關於人類世界的基本設定，例如「已經荒廢的世界」「人們在名為DECA-DENCE的巨大構造中生存」等等。在創作一開始，pomodorosa已有男女主角是修理工、見習修理工之類的構想，但未有更詳細的設定。其後依照着蒸汽龐克的風格繼續慢慢創作鏑木、夏芽、湊，以及紅的角色原案。他在2018年初時收到製作組初步定下的故事設定和劇情。
由於pomodorosa的原案不能直接用於動畫製作，角色設計則交由總作畫監督栗田，以及緒方步惟負責。栗田和緒方都在《死亡桌球》跟角木合作過，並在角木辭掉MADHOUSE的工作且開新公司NUT時，一起跟了過去。緒方作為副角色設計，負責的角色包括馬田（部隊長）、戈梅茲、明蒂、姆迪、曼蒂三姊弟，以及三名操作員。其中只有馬田是根據pomodorosa的設計來創作，其餘都是根據栗田的草圖來設計的。
音樂監督郷文裕貴指，為了展示生化人世界和人類世界是有連繫的，故在兩個世界配樂和音效完全不同的情況下，鏑木、多納太羅這些會在兩個世界登場的角色就需要維持一致的演技，而非隨着角色外表（生化人或人類）而有所變化。相反，只出現在生化人世界的路人角色就會用配合自身可愛外表的演技。另外，郷文指出於導演立川的意見，希望男女主角的演技自然不造作。在試鏡中，楠木燈的聲音是他們認為最自然的，故起用楠木為夏芽的聲優。她在第1集中有裝鬼臉、慘叫，甚至嘔吐的戲份，故郷文在錄音中有提醒她「不要裝可愛」，以表現出夏芽是個不造作且真實的人。而由小西克幸聲演的鏑木在登場時是個沒甚麼感情起伏的角色，在之後跟夏芽接觸後才慢慢流露感情。因此，他們會在錄音時跟導演討論「鏑木需要壓抑到甚麼地步」、「鏑木的精神狀態現在到達了哪個階段」等問題。
聲演男女主角的小西和楠木在初次接觸到《DECA-DENCE》時，都覺得這是設定非常多的作品。楠木指這是她首次配這麼精力充沛的角色；她形容夏芽一角為感情表露無遺、總是拼盡全力、反應大、十分執着於生存的女孩。她又指雖然這部動畫是科幻作品，但是擁有很繁重的設定，所以她覺得自然的演技比一般動畫的配音方式更為合適。正因跟她以前學過的方式很不同，她花了不少時間去思考和準備如何飾演這個角色。另外，她指雖然這部動畫戰鬥場面很多，但鏑木和夏芽對話場面也很多，故她認為這在本質上是以對話為主軸的作品。
小西亦覺得這部動畫是故事以人物關係為中心，並且從中追求真實感的作品。角木指由於難得跟在《死亡遊行》中有掌控角色發展經驗的立川合作，故希望故事會好好考慮「誰會選擇以甚麼方式生活」、「如何構建人物間的關係」等方面。

### 動作場景
《DECA-DENCE》和NUT的上一部作品《幼女戰記》都有不少空中戰鬥場景，但比起《幼女戰記》多為槍戰，《DECA-DENCE》則多為近身戰。此外，《幼女戰記》的戰鬥場景的感覺偏向真實，而《DECA-DENCE》的風格則比較自由奔放。

### 音樂
本作配樂由曾為《UNNATURAL》、《MIU404》等影視作品譜曲的得田真裕負責。由於本作分為生化人的世界、人類（油輪）的世界，以及作品亦以鏑木和夏芽兩人的關係為根本，故配樂亦以這三個部份作為三大支柱。他在訪問笑言這說不定是他作曲生涯中首部將作品主題劃分得如此清楚的作品。
因為人類世界當中的是活生生的人類，所以得田跟導演他們以「生」作為人類世界的配樂靈感。在商討後，他們將「民族音樂、民族樂器」定為這條支柱的關鍵字。這樣感覺比較原始，也能跟生化人世界作明確區分。配樂使用了愛爾蘭風笛、錫口笛等民族樂器，也使用了一些「不知道名字的神秘民族樂器」。例子有《Tankers' dwelling》，這首配樂用於第3集夏芽修行等部份。
在生化人世界方面，製作組要求配樂帶有未來的感覺。不過，由於生化人設計可愛，跟電子音樂尖銳的聲音不搭配，故不希望使用像電子舞曲般起音（attack）很強的電子音樂，而想使用比較柔和的音樂。柔和的音樂也有助表現角色之間的聯繫。得田為此以他平時少用的手法延長了音色的起音時間（音色彈奏後到達最高音量的時間），以獲得比較柔和圓滑的音色；並加上表情滑音（portamento），以營造浮遊感。

#### 主題曲
《Theater of Life》
主唱為，作詞、作曲、編曲為ANCHOR。
（記憶的方舟）
主唱為伊東歌詞太郎，作詞、作曲為伊東，編曲為akkin。

## 各集列表
| 集數 | 原文標題          | 中文標題   | 劇本     | 分鏡             | 演出                                    | 作畫監督                                                                                         | 總作畫監督 | 首播日期 （2020年） |
| ---- | ----------------- | ---------- | -------- | ---------------- | --------------------------------------- | ------------------------------------------------------------------------------------------------ | ---------- | ------------------- |
| 1    | ignition          | 点火       | 瀨古浩司 | 立川讓           | 立川讓                                  | 栗田新一 緒方步惟（監督助理）                                                                    | 栗田新一   | 7月8日              |
| 2    | sprocket          | 链轮       | 瀨古浩司 | 立川讓           | 三浦慧                                  | 三島詠子                                                                                         | 栗田新一   | 7月15日             |
| 3    | steering          | 转向系统   | 瀨古浩司 | 佐竹秀幸         | 佐竹秀幸                                | 南井尚子 三島詠子、中山見都美、東亮太、上海歸、橋本敬史（監督助理）                              | 栗田新一   | 7月22日             |
| 4    | transmission      | 传输       | 瀨古浩司 | 佐竹秀幸         | 大矢雄嗣                                | 若山和人                                                                                         | 栗田新一   | 7月29日             |
| 5    | differential gear | 差速齿轮   | 瀨古浩司 | 上村泰           | 上村泰                                  | 中山見都美、月田文律、山口菜                                                                     | 栗田新一   | 8月5日              |
| 5.5  | install           | 安装       | 瀨古浩司 | 三浦慧、立川让   | 立川让                                  | 栗田新一                                                                                         | 栗田新一   | 8月7日              |
| 6    | radiator          | 散熱器     | 瀨古浩司 | 佐藤真二         | 三浦慧                                  | 緒方步惟、武内啓                                                                                 | 栗田新一   | 8月12日             |
| 7    | driveshaft        | 傳動軸     | 瀨古浩司 | 熊澤祐嗣         | 大矢雄嗣                                | 若山和人、三島詠子、南井尚子                                                                     | 栗田新一   | 8月19日             |
| 8    | turbine           | 涡轮机     | 瀨古浩司 | 佐竹秀幸         | 佐竹秀幸 高村雄太、重原克也（演出助理） | 山崎菜奈（原畫作畫監督助理） 谷口宏美、三島千枝、野田康行、大竹晃裕 藤崎賢二、橋本穗高、齋藤大輔 | 栗田新一   | 8月26日             |
| 9    | turbocharger      | 涡轮增压器 | 瀨古浩司 | 青木弘安、立川讓 | 青木弘康                                | 山口菜、若山和人、中山見都美、吉川佳織（studioぱれっと） 周浩嵩（監督助理）                                    | 栗田新一   | 9月2日              |
| 10   | brake system      | 制动系统   | 瀨古浩司 | 川尻善昭         | 岩田和也                                | 田中穰                                                                                           | 武内啓     | 9月9日              |
| 11   | engine            | 引擎       | 瀨古浩司 | 大矢雄嗣         | 大矢雄嗣                                | 細越裕治                                                                                         | 栗田新一   | 9月16日             |
| 12   | decadence         | 沒落要塞   | 瀨古浩司 | 立川讓           | 三浦慧、立川讓                          | 若山和人、南井尚子、三島詠子、谷口宏美 牧孝雄、中山見都美、栗田新一                              | 栗田新一   | 9月23日             |

第5.5集《install》僅於網上播映，為第1至5集的總集篇，並新增前5集沒有的新分鏡，於8月7日上傳至KADOKAWA的動畫YouTube頻道。

## 反響
互聯網電視台ABEMA發表「初速排行榜」，在2020年7月動畫的第1集中，《DECA-DENCE》第1集的累積觀看次數排名第5，前4分別為《Re:從零開始的異世界生活》第二季、《刀劍神域Alicization War of Underworld》、《魔王學院的不適任者～史上最強的魔王始祖，轉生就讀子孫們的學校～》和《宇崎學妹想要玩！》。

## 播映平台
| 播映地區 | 播映日期              | 播映時間（UTC+9）                | 播映電視台 | 備註                        |
| -------- | --------------------- | -------------------------------- | ---------- | --------------------------- |
| 日本全國 | 2020年7月8日－9月23日 | 星期三 23:30 - 星期四 0:00       | AT-X       | 衛星電視                    |
| 東京都   | 2020年7月9日－9月24日 | 星期四 1:05 - 1:35（星期三深夜） | TOKYO MX   |                             |
| 京都府   | 2020年7月9日－9月24日 | 星期四 1:05 - 1:35（星期三深夜） | KBS京都    |                             |
| 兵庫縣   | 2020年7月9日－9月24日 | 星期四 1:30 - 2:00（星期三深夜） | SUN電視台  |                             |
| 愛知縣   | 2020年7月9日－9月24日 | 星期四 2:35 - 3:05（星期三深夜） | 愛知電視台 |                             |
| 日本全國 | 2020年7月9日－9月24日 | 星期四 23:00 - 23:30             | BS11       | BS數碼廣播 / 「ANIME+」時段 |

| 播映地區   | 播映平台 | 播映日期                                      | 播映時間（UTC+8） | 所屬聯播網 | 備註                                |
| ---------- | --- | --------------------------------------------- | ----------------- | ---------- | ----------------------------------- |
| 香港、澳門 | 木棉花香港YouTube頻道                                                                                            | 2020年6月28日（第1集） 2020年7月15日－9月23日 | 星期三 24:00 更新 | 網絡電視   | 繁體中文字幕 第1集於7月15日重新上傳 |
| 香港、澳門 | bilibili | 2020年6月28日（第1集） 2020年7月15日－9月23日 | 星期三 24:00 更新 | 網絡電視   | 繁體中文字幕                        |
| 臺灣       | 巴哈姆特動畫瘋、LINE TV、KKTV、Yahoo TV、LiTV、friDay影音、 myVideo、Hami Video、中華電信MOD、中嘉bbTV、bilibili | 2020年6月28日（第1集） 2020年7月15日－9月23日 | 星期三 24:00 更新 | 網絡電視   | 繁體中文字幕                        |
| 中國大陸   | bilibili、愛奇藝                                                                                                 | 2020年6月28日（第1集） 2020年7月15日－9月23日 | 星期三 24:00 更新 | 網絡電視   | 簡體中文字幕                        |

## BD / DVD
| 卷 | 發售日期       | 收錄集數      | 規格、編號 | 規格、編號 |
| 卷 | 發售日期       | 收錄集數      | BD         | DVD        |
| -- | -------------- | ------------- | ---------- | ---------- |
| 上 | 2020年10月28日 | 第1集－第6集  | ZMAZ-14231 | ZMSZ-14241 |
| 下 | 2020年11月25日 | 第7集－第12集 | ZMAZ-14232 | ZMSZ-14242 |

## 外部連結
- 官方網站（日語）（英文）
- 官方Twitter的X（前Twitter）（日語）
- 片頭曲《Theater of Life》- YouTube（日語）
- 片尾曲《記憶的方舟》 - YouTube（日語）